# Invasione della Savoia del 3 febbraio 1834
Il 3 febbraio 1834 si registrò un tentativo di invasione della Savoia da parte di alcune centinaia di fuoriusciti italiani, rinforzati da elementi polacchi e francesi. Loro intenzione era di abbattere la restaurazione post napoleonica facendo sollevare i contadini della Savoia mentre contemporaneamente a Genova Giuseppe Garibaldi avrebbe organizzato una rivolta della Marina militare sabauda.
La spedizione, finanziata da Giuseppe Mazzini (centomila lire) con fondi raccolti tra patrioti italiani tra cui la principessa Cristina Trivulzio Belgioioso (trentamila lire), nota anche come la nobile rivoluzionaria, era guidata dal Generale Gerolamo Ramorino, che, scappato dal Piemonte dopo il fallimento dei moti costituzionali piemontesi del 1821 a cui aveva partecipato, aveva ottenuto una nuova fama dalla sua partecipazione alla Rivolta di Novembre del 1830-1831 in Polonia.
La spedizione sarebbe dovuta avvenire nell'ottobre del 1833 ma si dovette rimandarla di volta in volta prima a novembre, poi a dicembre e finalmente decisa per il mese di febbraio del 1834, perché Ramorino aveva dissipato (per pagare i suoi debiti di gioco) i fondi affidatigli per organizzare l'invasione. La polizia sabauda era ampiamente informata del tentativo d'invasione e per stimolare i patrioti all'azione e prenderli in trappola fu loro inviato il colonnello Andrées, comandante del forte di Fenestrelle, che fingendo di essere loro alleato li assicurò che al loro arrivo li avrebbe riforniti delle armi della sua caserma.
L'azione prevedeva l'invasione della Savoia da quattro direttrici: Saint-Julien, Seyssel, Laissaud e Les Échelles ma Ramorino ben presto si rese conto dell'impossibilità di riuscita dell'impresa e diede ordine alle sue truppe di ritirarsi, ma non poté contattare la colonna che, proveniente da Grenoble, puntava su Les Échelles.
I membri di quest'ultima, comandati dal tenente Benedetto Alemanni (un altro ufficiale coinvolto nei moti del 1821), giunti nella cittadina di Les Échelles conquistarono, dopo una sparatoria, la locale stazione dei Carabinieri comandata dal Brigadiere Ricciardi che cadde prigioniero insieme a due suoi sottoposti. Uno di questi (Feliciano Bobbio) nella notte riuscì a fuggire e raggiungere il presidio di Le Pont-de-Beauvoisin sede della guarnigione comandata dal tenente colonnello Adriano d'Onier.

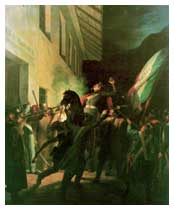
La morte del carabiniere Giovanni Battista Scapaccino in un quadro di Francesco Gonin

Questi, radunati tutti gli uomini disponibili (5 carabinieri e 40 cavalleggeri) si portò immediatamente a Les Échelles ricacciando in Francia i fuoriusciti che lasciarono sul campo 3 morti e 2 prigionieri: l'avvocato lombardo Angelo Volonteri ed il francese Joseph Borrel che furono condotti alla fortezza di Chambéry, condannati a morte il 15 febbraio e, il 27 fucilati alle spalle.
Mentre la spedizione mazziniana falliva sul nascere Giuseppe Garibaldi dovette lasciare Genova per riparare a Marsiglia dove venuto a sapere della sua condanna a morte nel giugno del 1834 s'imbarcò per il Mar Nero.
Da ricordare che durante gli episodi del 3 febbraio, fatto prigioniero dai fuoriusciti, fu fucilato il carabiniere Giovanni Battista Scapaccino, di anni 32 decorato con  Medaglia d'Oro al Valor Militare del Regno di Sardegna, con questa motivazione: «Per aver preferito di farsi uccidere dai fuorusciti, nelle mani di cui era caduto, piuttosto che gridare viva la repubblica a cui volevano costringerlo, gridando invece viva il Re. - Ponte des Echelles, 3 febbraio 1834"».
Analogo riconoscimento fu conferito al tenente colonnello Adriano d'Onier.
Ai carabinieri Feliciano Bobbio, che aveva dato l'allarme al presidio di Ponte Belvicino e a Carlo Gardino che sotto il fuoco dei repubblicani aveva spronato il suo cavallo portando a compimento la sua missione, fu concessa la Medaglia d'Argento al Valor Militare e furono promossi di grado.